# Supercoppa del Brasile 2022
La Supercoppa del Brasile 2022 (ufficialmente in portoghese Supercopa do Brasil 2022 o, per ragioni di sponsorizzazione, Supercopa Kia 2022) è stata la quinta edizione della Supercoppa del Brasile.
Si è svolta il 22 febbraio 2022 all'Arena Pantanal di Cuiabá tra l'Atlético Mineiro, vincitore di Série A 2021 e coppa nazionale, e il Flamengo, secondo classificato in Série A.
Ad aggiudicarsi il trofeo, per la prima volta nella sua storia, è stato l'Atlético Mineiro che ha vinto per 8-7 dopo i rigori, dopo che i tempi regolamentari si erano conclusi sul risultato di 2-2.

## Formula
Partita in gara unica. In caso di parità dopo i 90 minuti regolamentari sono previsti i tiri di rigore.

## Partecipanti
| Squadre          | Qualificazione                                              | Partecipazioni precedenti (il grassetto indica la vittoria) |
| ---------------- | ----------------------------------------------------------- | ----------------------------------------------------------- |
| Atlético Mineiro | Vincitore della Série A 2021 e della Coppa del Brasile 2021 | Nessuna                                                     |
| Flamengo         | Secondo classificato nella Série A 2021                     | 3 (1991, 2020, 2021)                                        |

## Tabellino
| Arbitro: | Anderson Daronco |

|                                                                                                |                      | |
| Fernández 42’ Hulk 75’                                                                         | Marcatori            | 56’ Gabriel Barbosa 64’ Bruno Henrique                                                                                            |
| Hulk Fernández Ademir Guilherme Arana Vargas Guga Jair Éverson Nathan Silva Mariano Godín Hulk | Tiri di rigore 8 – 7 | Lázaro Vitinho Diego David Luiz Gabriel Barbosa Willian Arão João Gomes Matheuzinho Léo Pereira Fabrício Bruno Hugo Souza Vitinho |